# Benga (langue)
Pour les articles homonymes, voir Benga.
Le benga est une langue bantoue parlée principalement en Guinée équatoriale, sur l'île de Corisco et dans la Région continentale, ainsi qu'au Gabon, au nord de Libreville.
Le nombre de locuteurs est d'environ 5 400, dont 1 500 au Gabon.

## Prononciation
|             | Antérieures | Centrales | Postérieures |
| ----------- | ----------- | --------- | ------------ |
| Fermées     | /i/         |           | /u/          |
| Mi-fermées  | /e/         |           | /o/          |
| Mi-ouvertes | /ɛ/         |           | /ɔ/          |
| Ouvertes    |             | /a/       |              |

|            | Bilabiales | Dentales | Palatales | Vélaires | Glottales |
| ---------- | ---------- | -------- | --------- | -------- | --------- |
| Nasales    | m          | n        | ɲ         | ŋ        |           |
| Occlusives | p b        | t d      |           | k ɡ      | ʔ         |
| Fricatives | β          |          | ʃ         |          |           |
| Affriquées |            |          | dʒ        |          |           |
| Spirantes  |            |          | j         | w        |           |
| Latérales  |            | l        |           |          |           |